# Mark Margolis
Mark Margolis (Filadélfia, 26 de novembro de 1939 – Nova Iorque, 3 de agosto de 2023) foi um ator americano, conhecido principalmente por suas participações nos filmes de Darren Aronofsky, onde interpretou personagens de diferentes facetas como em Pi (filme), Requiem for a Dream, The Fountain, The Wrestler, Cisne Negro e Noé. Em 2012 foi indicado ao Emmy pela sua atuação como Héctor Salamanca na série de TV Breaking Bad.
Foi também um ator de teatro, aparecendo como Gus em The Intelligent Homosexual's Guide to Capitalism and Socialism with a Key to the Scriptures de Tony Kushner, em 2014, no Berkeley Repertory Theater.

## Morte
Margolis morreu em 3 de agosto de 2023, aos 83 anos, no Hospital Mount Sinai em Nova Iorque, após uma curta doença.

## Filmografia
| Ano       | Titulo                                  | Papel                    | Nota                                                   |
| --------- | --------------------------------------- | ------------------------ | ------------------------------------------------------ |
| 1976      | The Opening of Misty Beethoven          | Homem Triste             |                                                        |
| 1979      | Going in Style                          | Guarda da prisão         |                                                        |
| 1980      | Dressed to Kill                         | Paciente                 |                                                        |
| 1983      | Scarface                                | Alberto                  |                                                        |
| 1984      | The Cotton Club                         | Charlie Workman          |                                                        |
| 1987      | The Bedroom Window                      | Main in Phone Booth      |                                                        |
| 1987      | The Secret of My Success                | Maintenance Man          |                                                        |
| 1989      | Glory                                   | 10th Connecticut Soldier |                                                        |
| 1990      | Star Trek: The Next Generation          | Dr. Nel Apgar            | Episodio: "A Matter of Perspective"                    |
| 1990      | Delta Force 2: The Colombian Connection | Gen. Olmedo              |                                                        |
| 1990      | Tales from the Darkside: The Movie      | Gage                     |                                                        |
| 1990      | Columbo                                 | Cosner                   | Episodio: "Columbo Cries Wolf"                         |
| 1991      | The Pit and the Pendulum                | Mendoza                  |                                                        |
| 1992      | 1492: Conquest of Paradise              | Francisco de Bobadilla   |                                                        |
| 1993      | Bad Girl                                | Bartender                | Clipe da cantora Madonna                               |
| 1994      | Ace Ventura: Pet Detective              | Mr. Shickadance          |                                                        |
| 1994      | Squanto: A Warrior's Tale               | Capitão Thomas Hunt      |                                                        |
| 1996      | I Shot Andy Warhol                      | Louis Solanas            |                                                        |
| 1996      | The Pallbearer                          | Philip DeMarco           |                                                        |
| 1997      | Absolute Power                          | Red Brandsford           |                                                        |
| 1997      | Trouble on the Corner                   | Mr. Borofsky             |                                                        |
| 1998      | Side Streets                            | Bartender                |                                                        |
| 1998      | Pi                                      | Sol Robeson              |                                                        |
| 1998–2003 | Oz                                      | Antonio Nappa            | 10 episódios                                           |
| 1999      | Mickey Blue Eyes                        | Gene Morgansen           |                                                        |
| 1999      | Flawless                                | Vinnie                   |                                                        |
| 1999      | Jakob the Liar                          | Fajngold                 |                                                        |
| 1999      | The Thomas Crown Affair                 | Heinrich Knutzhorn       |                                                        |
| 1999      | End of Days                             | Pope                     |                                                        |
| 2000      | Fast Food, Fast Women                   | Graham                   |                                                        |
| 2000      | Dinner Rush                             | Fitzgerald               |                                                        |
| 2000      | Requiem for a Dream                     | Mr. Rabinowitz           |                                                        |
| 2001      | Hardball                                | Fink                     |                                                        |
| 2001      | The Tailor of Panama                    | Rafi Domingo             |                                                        |
| 2001      | Boss of Bosses                          | Joseph Armone            |                                                        |
| 2001      | Hannibal                                | Perfume Expert           |                                                        |
| 2002      | Infested                                | Father Morning           |                                                        |
| 2003      | Daredevil                               | Fallon                   |                                                        |
| 2004      | House of D                              | Mr. Pappass              |                                                        |
| 2005      | Stay                                    | Business Man             |                                                        |
| 2005      | Headspace                               | Boris Pavlovsky          |                                                        |
| 2006      | The Fountain                            | Father Avila             |                                                        |
| 2007      | Gone Baby Gone                          | Leon Trett               |                                                        |
| 2007      | Californication                         | Al Moody                 | Episodio: "California Son"                             |
| 2008      | Defiance                                | Jewish Elder             |                                                        |
| 2008      | The Wrestler                            | Lenny                    |                                                        |
| 2008      | Kings                                   | Premier Shaw             | 2 episódios                                            |
| 2009–2011 | Breaking Bad                            | Héctor "Tio" Salamanca   | 8 episódios Nomeado– Emmy Award Nomeado – Saturn Award |
| 2010      | Black Swan                              | Mr. Fithian              |                                                        |
| 2011      | Immortals                               | The New Priest           |                                                        |
| 2011      | One Fall                                | Walter Grigg Sr.         |                                                        |
| 2011      | Mildred Pierce                          | Mr. Chris                | 2 episódios                                            |
| 2011–2012 | Person of Interest                      | Gianni Morretti          | 3 episódios                                            |
| 2011      | The Good Wife                           | Father Jim               | Episodio "Death Row Tip"                               |
| 2011      | The Courier                             | Stitch                   |                                                        |
| 2012      | American Horror Story                   | Sam Goodman              | 3 episódios                                            |
| 2012      | Stand Up Guys                           | Claphands                |                                                        |
| 2013      | Beneath                                 | Mr. Parks                |                                                        |
| 2014      | Noah                                    | Magog                    |                                                        |
| 2016-2022 | Better Call Saul                        | Hector "Tio" Salamanca   | 22 episódios                                           |

## Prêmios e indicações
| Ano  | Prêmio            | Categoria                                 | Indicação    | Resultado |
| ---- | ----------------- | ----------------------------------------- | ------------ | --------- |
| 2011 | Prêmio Saturno    | Melhor Ator Convidado em Televisão        | Breaking Bad | Indicado  |
| 2012 | Emmy do Primetime | Melhor Ator Convidado numa Série de Drama | Breaking Bad | Indicado  |